# 職能治療
（缩写），是一種使用特定活動，從而協助、恢復身體或治療精神、心理上的各樣疾病。它是一種透過有目的的活動來治療、協助及維持病者生理上、心理上的健康；或減輕及舒緩病者在發展障礙或社會功能上的障礙對他們的影響，使他們能獲得最大的生活獨立性。最早於1892年12月由精神科醫師阿道夫·邁耶爾（Adolf Myer）提出職能治療哲學的相關文章，為職能治療的鼻祖。

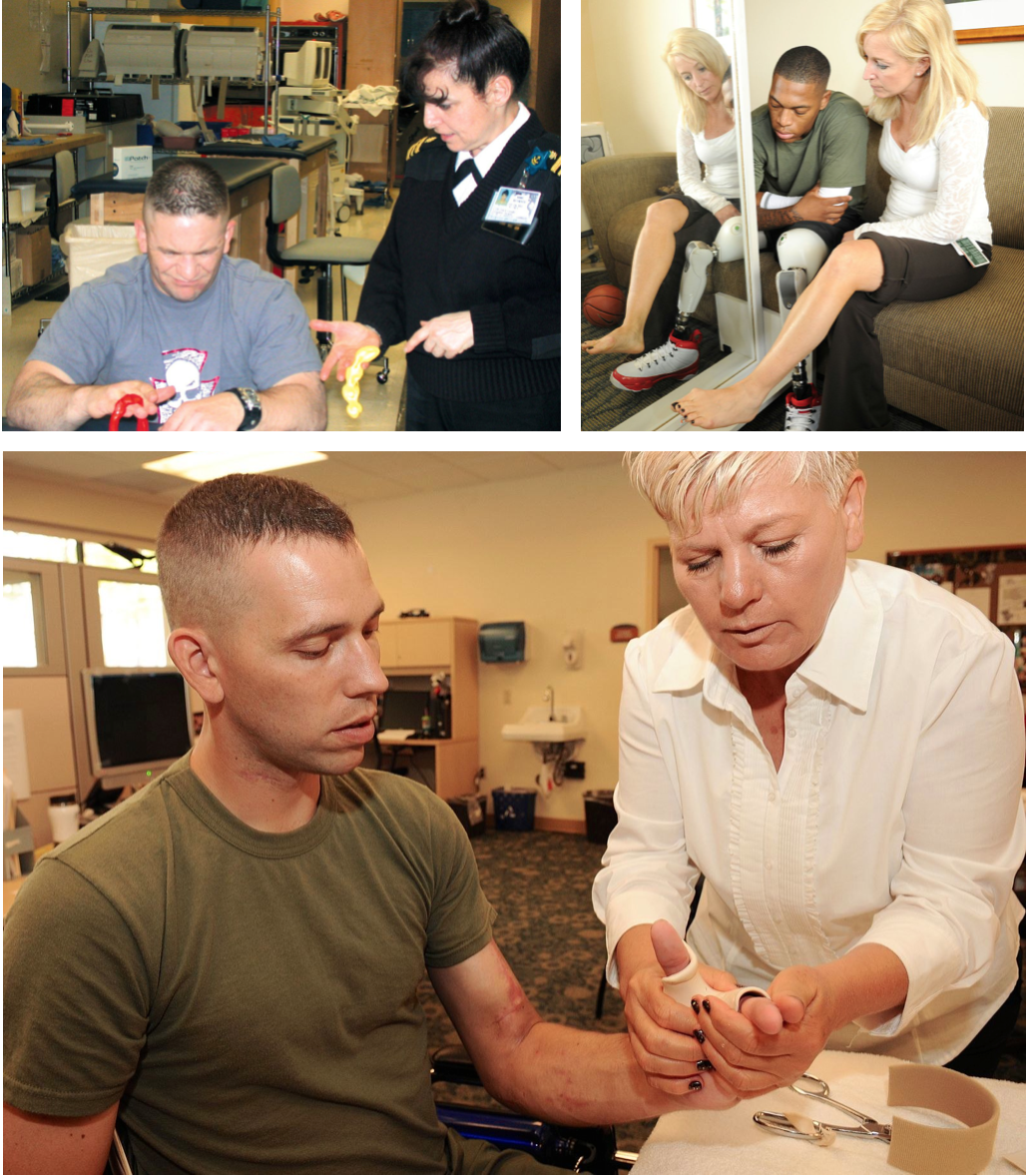
美國海軍的職能治療師正在為病人進行職能治療

美國職能治療學會（AOTA）針對職能治療的定義：「職能治療會支持你，一起完成那些你渴望的、你肩負的、或是你被期待做到的事情，幫你重新找回健康，感受幸福Occupational therapy promotes health and wellbeing by supporting participation in meaningful occupations that people want, need, or are expected to do (WFOT, 2025)。」，前一版本的定義則是：「職能治療是藉著使用「有目的性的活動」來治療或協助生理、心理、發展障礙或社會功能上有障礙的人，使他們能獲得最大的生活獨立性。」
根據世界職能治療師聯盟（World Federation of Occupational Therapists）公布的2010年修訂版成員組織的定義，職能治療中文的定義為：「職能治療是透過幫助個案選擇、安排與執行日常的職能活動，進而提昇其生活品質。職能治療的對象包括因生理、心理及社會功能障礙、發展遲緩、學習障礙、老化或社會文化環境不利等因素而導致執行個人的活動或參與社會的能力受限者。職能治療專業人員應用職能科學與理論及活動分析，來瞭解影響個案職能表現的原因口針對個案的生理、心理及社會功能予以訓練、提昇，同時並運用環境改造、副木及輔助用具、工作簡化、以及工作強化等方法，來幫助個案能夠執行有意義的日常活動，以維持其身心功能，並預防功能之退化，讓每個人都能夠過著有品質的生活。」
負責執行職能治療相關醫療業務的醫事人員稱作職能治療師。2016年根據牛津大學的一篇研究顯示，職能治療師為不易被電腦或機械取代的職業之第六名，而休閒治療師（Recreational Therapist），更是高居最不易被電腦或機械取代的職業之榜首。

## 歷史
1917年，美國國家職能治療促進會（NSPOT）成立，現稱為美國職能治療學會（AOTA）。職能治療專業於1921年正式命名。1924年，赫爾曼·西蒙（Hermann Simon）開發了一種治療精神疾病的工作治療理論。1925年美國成立第一個職能治療學校。
1930年，英國成立第一所職能治療學校（Dorset House）。1932年英國成立大英國協職能治療學會。1939年美國開始實施職能治療師資格考試。
第二次世界大戰後，英國護士首次在德國使用職能治療法，並為在精神和身體受傷的德國士兵和平民提供服務。1952年4月7日成立世界職能治療師聯盟（WFOT）。1963年日本成立第一個職能治療學校（至1992年起方有四年制職能治療課程）
在台灣目前有社團法人台灣職能治療學會（現任理事長為長庚大學職能治療學系系主任暨健康老化研究中心主任吳菁宜博士，2018美國職能治療研究院終身職院士）與社團法人中華民國職能治療師公會全國聯合會（現任理事長為中山醫學大學附設醫院王珩生職能治療師）兩個全國性組織，社團法人中華民國職能治療師公會全國聯合會（簡稱OT全聯會）成立後，因應中央政府精省政策，原台灣省職能治療師公會功成身退、走入歷史，各縣市職能治療師地方公會已於2009年全面成立，後配合直轄市陸續合併、設立（中央政府組織再造），台北縣、桃園縣、台中市與台中縣、台南市與台南縣、以及高雄市與高雄縣等公會亦更名、整併為新北市、桃園市、台中市、台南市及高雄市職能治療師公會；工會組織的部分，在2020年5月份，首個職能治療師職業工會也在新北市成立，對於職能治療領域的發展與職能治療師的權益保障及促進，更進一步。

## 分類
職能治療業務大致上可分為生理障礙職能治療、兒童職能治療及心理障礙職能治療三大領域，並分成許多次領域，包括有早期療育與特殊教育學校系統（巡迴、駐點服務）、職業重建與職場職務再設計、輔具評估與使用訓練及輔具研發、社區復健（老人、失智症、精神疾病治療、失能者）、長期照顧評估與復能服務（社區式、居家式、機構式或複合式服務）、身心障礙鑑定與福利服務需求評估、安寧療護、癌症復健、物質濫用（藥、酒癮）、生活重建、在宅醫療等，近年更致力關注對健康促進、疾病預防與延緩失能、勞工與職業安全、高齡駕駛...等相關議題。
職能治療所關注的表現領域（Performance Areas）有：工作活動、休閒娛樂活動、日常生活活動。
職能治療所關注的表現組成（Performance Components）有：感覺動作層面、認知層面、心理社會層面。

### 生理職能治療
生理職能治療主要是以腦中風、腦血管病變、腦腫瘤、頭部外傷、脊髓損傷等生理疾患為主，亦有如骨折、手部外傷、人工關節置換、截肢、燒燙傷、神經系統病變、肌肉骨骼系統問題、退化性疾病、心臟疾病、失智症、巴金森氏症等病患。

### 兒童職能治療
兒童職能治療针對腦性麻痺、身心發展遲緩、染色體異常、肌肉萎縮、腦傷、脊髓損傷或身體病弱、感覺統合障礙、學習障礙、自閉症、智能障礙、注意力缺損過動症、行為及情緒障礙等的個案。職能治療師提供環境的支持，以彌補孩子能力的不足。在活動參與中誘發孩子身心功能全面的發展。

## 治療師
職能治療師會透過評估、觀察、會談，了解案主生理、心理及社會三方面的功能，然後透過一連串設計過的活動，讓案主去參與執行，並從中學習、練習或加強、改善各種生活技能、心態，以健全生活。
職能治療師亦會透過各式輔具、義肢等設備來改善或代償案主失能部分，以確保案主生活、就業或休閒能力。

### 资格取得

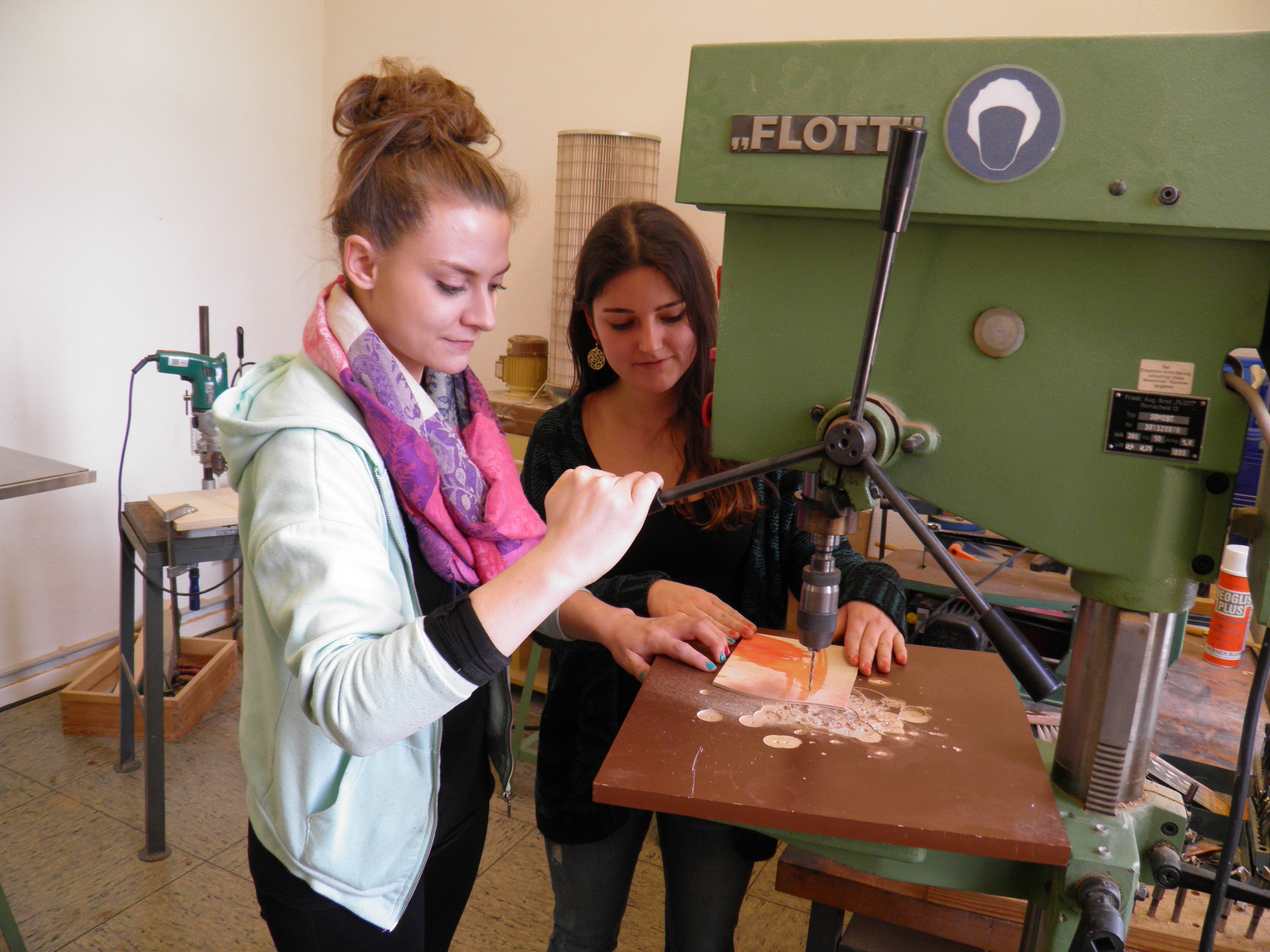
在学校进行职业治疗的实际工作

#### 香港
香港理工大學醫療及社會科學院有開辦職業治療學榮譽理學士全日制本科生學位課程和職業治療學碩士研究生課程。理大前身香港理工學院的醫療服務學院從1978年起開辦職業治療學及物理治療學高級文憑課程，1981年提升為專業文憑課程，1991年被列入理學士學位課程。2012年隨着三三四高中教育改革的開展，課程從運作了24年的三年制轉為四年制。
東華學院也有開辦職業治療學榮譽理學士學位課程，屬自資課程。從2017年6月起，該學位課程取得輔助醫療業管理局轄下的職業治療師管理委員會的專業認證，成為全港首間自資院校提供職業治療學的認可課程，以及繼理大後第二間院校職業治療師課程獲專業認可。教育局公佈從2018至2019學年起，該課程獲納入「指定專業/界別課程資助計劃」。

#### 臺灣
目前在臺灣職能治療的學位取得，最主要是由大學的職能治療學系以及五專的職能治療科來授與，目前包括有國立臺灣大學、中山醫學大學、成功大學、長庚大學、高雄醫學大學、輔仁大學、義守大學、亞洲大學、大葉大學等提供大學以及五專職能治療學位。國立臺灣大學與成功大學於2002年成立碩士班，同年，長庚大學成立臨床行為科學研究所「行為科學與職能治療組」碩士班，次年，高雄醫學大學行為科學研究所新設立「職能行為組」；成功大學於2002年成立健康照護科學研究所「職能治療組」博士班，國立臺灣大學則於2007年設立職能治療博士班。2016年，亞洲大學成立職能治療學系，2022年，大葉大學成立職能治療學系，成為臺灣第九個職能治療學系。
近年來，為提升整體醫療品質，衛生署於2007年3月8日決議，考試院於2011年停辦職能治療生考試，五專以及大學畢業生皆可報考職能治療師執照。
職能治療已連續多年被列入百大熱門行業，根據官方統計，至2004年底，執業職能治療師達1,155人，其中最多的為臺北市209人，最少的為連江縣1人，至2006年初，於公會與學會登錄之人數為1462人，有現職登錄者為1,321人，但因為醫療環境的對於治療師的職業給付與相關福利相對不平等，實際從業人員多數對工作環境滿意度並不很高；2015年12月，國內領有職能治療師證照人數為5,698人，執業職能治療師達3,341人，較2004之統計人數成長一倍；至2020年4月，國內領有職能治療師證照人數為6,829人，執業職能治療師達4,358人，成長幅度趨緩。

### 執業
在台灣，職能治療師若想籌設(1)職能治療所(含居家職能治療所)或 (2)精神復健機構：社區復健中心或康復之家 或 (3)長照服務機構，及擔任機構負責人，需先取得以下資歷：
1. 中央衛生主管機關指定之醫療機構執行業務二年以上[16]；
2. 曾服務於精神醫療機構，從事精神醫療專業工作二年以上[17]；
3. 曾服務「於衛生機關，擔任精神衛生行政工作五年以上」或「於精神復健機構或病人權益促進團體，實際從事服務精神病人工作五年以上」[18]
4. 「具有二年以上長期照顧服務相關工作經驗」或「專科以上學校醫事人員相關科、系、所畢業並具三年以上長照服務相關工作經驗」[19]

此外，未來在其它相關法令通過之後，其更可以開拓更寬廣的服務領域。
職能治療師執業須注意之相關法令，包括有職能治療師法、職能治療師法施行細則、職能治療所設置標準及醫事人員執業登記及繼續教育辦法、醫療機構設置標準、精神復健機構設置及管理辦法、具有多重醫事人員資格者執業管理辦法、勞工健康保護規則等。
職能治療師须遵守的執業倫理
- 職能治療專業倫理：台灣職能治療學會民國72年3月26日擬定[28]
- 職能治療師自律公約：社團法人中華民國職能治療師公會全國聯合會民國於99年9月12日制訂[29]

## 外部連結
- 世界職能治療師聯盟 （页面存档备份，存于）
- 社團法人台灣職能治療學會 （页面存档备份，存于）
- 社團法人中華民國職能治療師公會全國聯合會 （页面存档备份，存于）